# Titus Antistius
Titus Antistius war ein römischer Politiker und Senator der ausgehenden Republik. Er war 50 v. Chr. Quästor in der Provinz Macedonia. 49 v. Chr. wurde er im Römischen Bürgerkrieg auf die Seite des Gnaeus Pompeius Magnus gezwungen. Er starb während der Rückreise auf Korfu.